# Alain Decaux
Alain Decaux (n. 23 iulie 1925, Lille, Franța – d. 27 martie 2016, Paris, Métropole du Grand Paris, Franța) este un istoric, scriitor și om politic francez. A activat cu mare succes în domeniul francofoniei la radio și televiziune. În 1990 a fost ales membru de onoare al Academiei Române. În 2005, este, cu alți autori, Frédéric Beigbeder și Jean-Pierre Thiollet, un membru al Salon du livre (Beirut).
Împreună cu André Castelot a scris scenariul serialului La caméra explore le temps.